# グッド・ラック・チャーム
「グッド・ラック・チャーム」（原題： Good Luck Charm）は、エルヴィス・プレスリーが1962年2月27日に発表したシングル。B面は「エニシング・ザッツ・パート・オブ・ユー」。作詞・作曲はアーロン・シュローダーとウォリー・ゴールド。
発売された年の4月21日から4月28日にかけてビルボード・Hot 100で2週連続1位を記録した。また全英シングルチャートでも1位を記録し、プラチナディスクに輝いた。
マーヴェレッツ（1962年）、ジョニー・オキーフ（1963年）、アート・ガーファンクル（1997年）らがカバーした。